# Guilherme Lamounier
Guilherme Lamounier (Rio de Janeiro, 25 de novembro de 1950 - Rio de Janeiro, 7 de agosto de 2018) foi um ator, cantor e compositor brasileiro. Fora de cena há muitos anos, Guilherme compôs e gravou Enrosca (1977) e Seu melhor amigo (1978), mas que ficaram famosas na voz de Fábio Jr. entre outros artistas.

## Biografia
Nascido na cidade do Rio de Janeiro, em 1950, ele começou no Grajaú, onde morava e viveu até chegar ao estrelato. Teve vários sucessos de rádio e televisão, tendo participado de novelas e filmes. Suas músicas foram temas de novelas da Rede Globo, como Será que botei um grilo na sua cabeça?, Enrosca e Seu melhor amigo.
Participou, inicialmente, do D. D. Sharp, grupo de seu clube de origem, o Grajaú Tênis Clube, onde venceu um festival de música com "Seu Melhor Amigo". Teve outros parceiros famosos, como Dulce Quental (na época do D.D.Sharp e depois do Sempre Livre), Antonio Adolfo e Tibério Gaspar.
Como ator, atuou no filme Capitães de Areia (1971). É neto do compositor Gastão Lamounier.

## Morte
Guilherme Lamounier morreu na noite de 7 de agosto de 2018 em casa, na Ilha do Governador, Rio de Janeiro, após 14 dias internado para tratar de uma pneumonia.

## Discografia
Guilherme gravou três álbuns, todos batizados com o seu próprio nome.
- 1970 - Guilherme Lamounier
- 1973 - Guilherme Lamounier
- 1978 - Guilherme Lamounier

Singles/EPs
- 1974 - Vai Atrás Da Vida Que Ela Te Espera ‎(LP 7" 33⅓, Single)
- 1975 - Me Deixa Viver Como Um Bicho Na Terra / Sentimento Maior ‎(LP 7" 33⅓, Single)
- 1977 - Enrosca / Um Toque De Amor ‎(LP 7" 33⅓, Single)

Compactos
- 1974 - Será Que Eu Pus Um Grilo Na Sua Cabeça? / Mini Neila (LP 7" 33⅓)
- 1976 - Um Toque De Amor / Tire As Asas De Dentro Do Seu Paletó / Não Leve Nada À Sério / Raramente Acontece Um Olhar Com Carinho ‎(LP 7" 33⅓)
- 1982 - Guilherme Lamounier ‎(LP 7" 33⅓)